# Rijksdagbrand

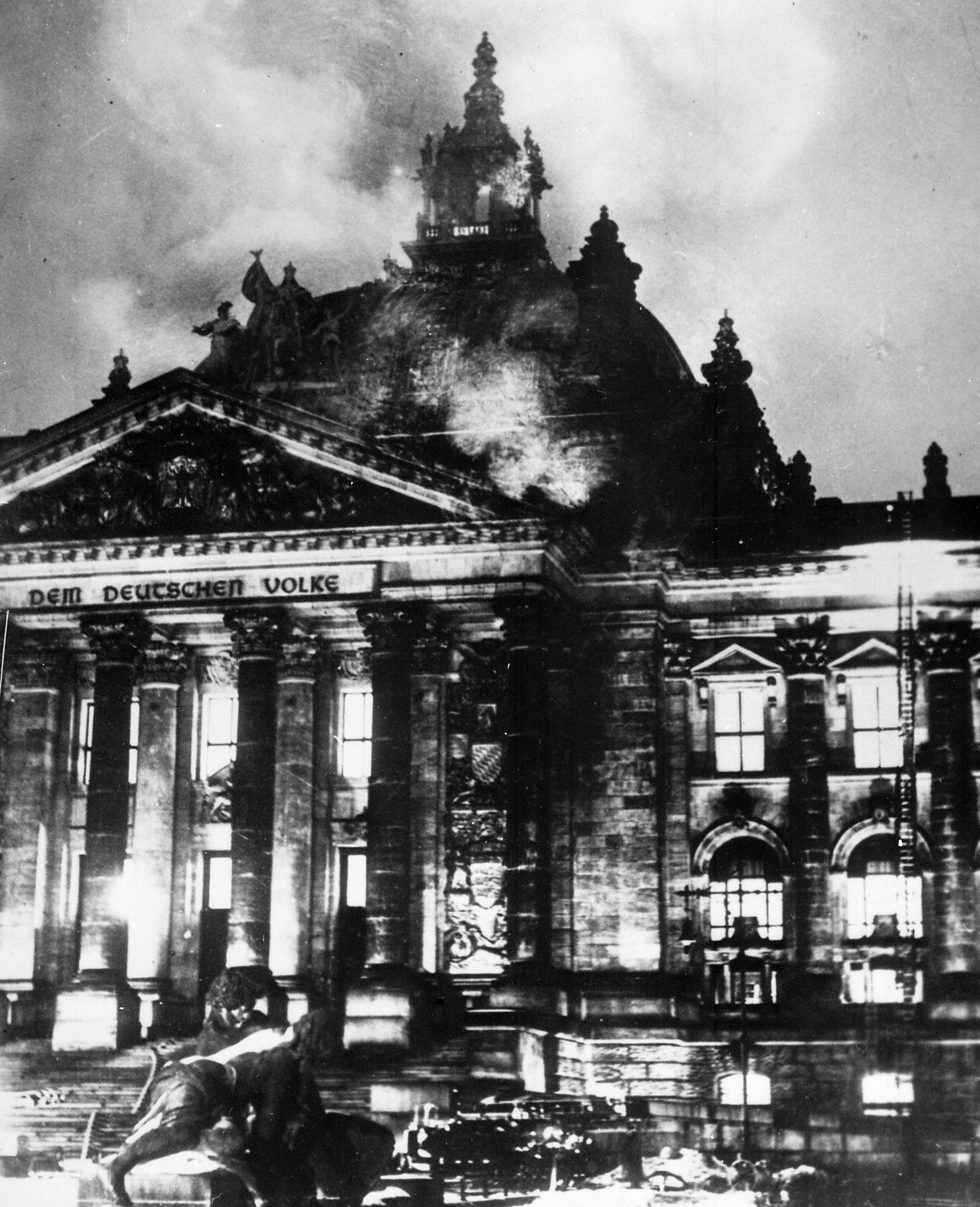
Brandweermannen proberen het vuur te blussen.

De Rijksdagbrand was een brand op 27 februari 1933, waarbij het Duitse Rijksdaggebouw in Berlijn grotendeels uitbrandde. De Nederlandse communist Marinus van der Lubbe werd als dader opgepakt, vervolgd en geëxecuteerd, maar er is onder historici nog steeds discussie of hij de brand wel daadwerkelijk heeft gesticht en als dit zo was, of hij alleen handelde of hierbij is geholpen. 

## Aanleiding
Op 30 januari 1933 was Hitler in Duitsland aan de macht gekomen. Zijn NSDAP was een fel tegenstander van het communisme, en de communistische partijen hadden hier altijd fel op gereageerd. In de Rijksdag en dagbladen was de strijd met woorden uitgevochten, en op straat ook regelmatig met vuisten. Marinus van der Lubbe was een hartstochtelijk communist die geloofde in de communistische heilstaat. In 1932 had hij de Sovjet-Unie zelfs willen bezoeken, maar was aan de grens tegengehouden en teruggestuurd naar Nederland. Daar lag hij in het ziekenhuis wegens de slechte gezondheid van zijn ogen, toen Adolf Hitler aan de macht kwam. Hij besloot naar Duitsland af te reizen, waarschijnlijk om de communisten daar een hart onder de riem te steken en wellicht tot een opstand of revolutie aan te zetten. Het is mogelijk dat hij besloot zelf een daad te stellen toen hij de apathisch-angstige stemming bij de communisten bemerkte.

## De brand
De avond van maandag 27 februari 1933 bemerkten suppoosten (bewakers) diverse kleine brandjes in het Rijksdaggebouw. De brandweer werd op de hoogte gesteld. Om kwart over negen troffen ze Van der Lubbe aan zonder bovenkleding in de grote vergaderzaal, die al in lichterlaaie stond. Dat het brandstichting betrof was hiermee een uitgemaakte zaak, nu de dader op heterdaad betrapt werd. Hitler, die op dat moment een intiem diner had met Goebbels en diens vrouw, werd opgebeld en vertrok in allerijl naar de Rijksdag. Göring was reeds ter plaatse met de brandweer en schreeuwde dat dit het begin was van een communistische revolutie.

## De arrestaties en het proces

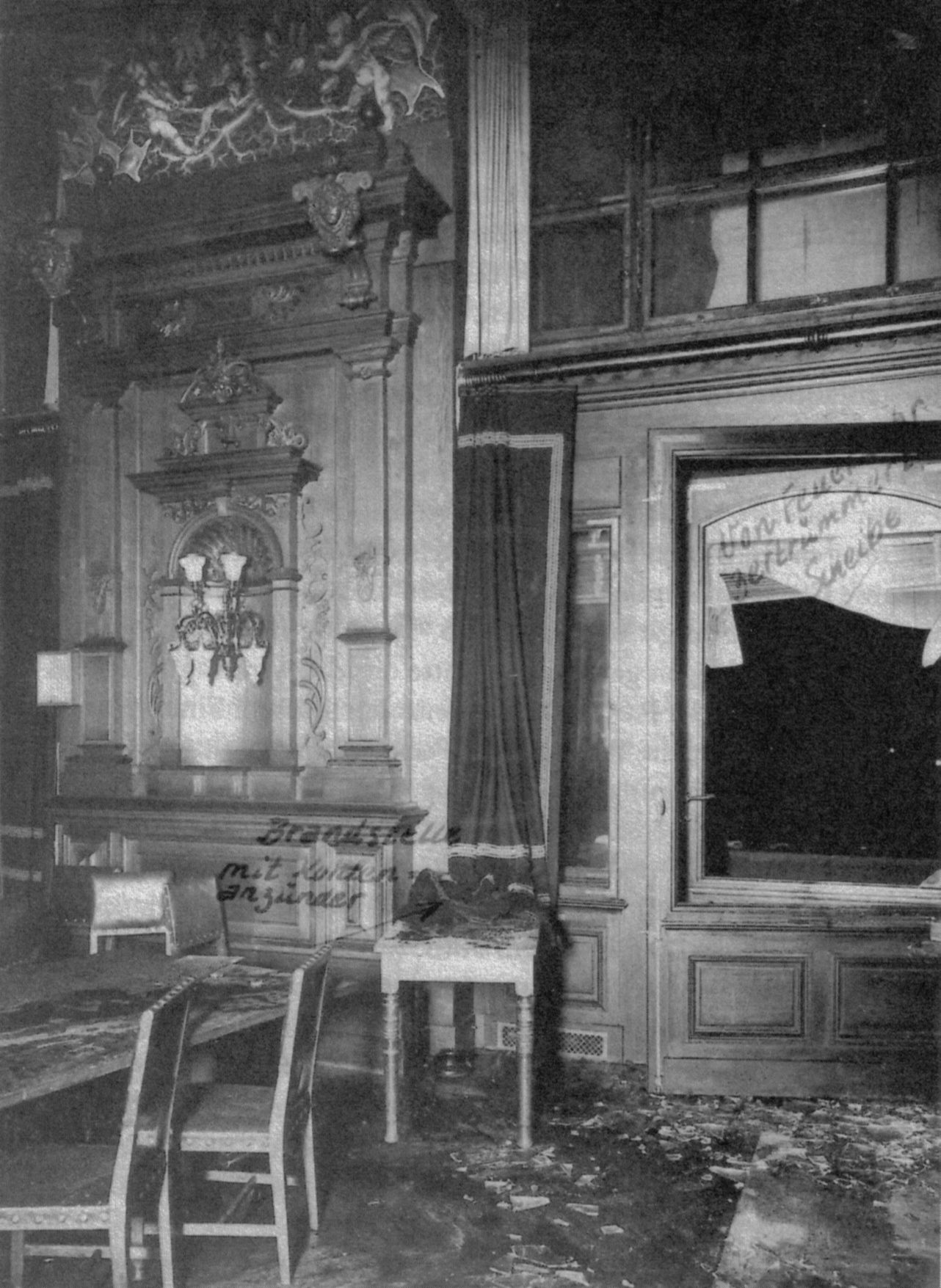
Door dit venster zou Van der Lubbe de Rijksdag binnengedrongen zijn.

Al vrij snel drong zich de vraag op of Van der Lubbe de brand helemaal alleen had aangestoken. Het was immers een zeer groot gebouw, en zonder voldoende aanmaakstoffen is het zeer moeilijk een gebouw vlam te laten vatten, laat staan het te doen afbranden. Speculaties waren dan ook niet van de lucht. De nazi's verklaarden dat Van der Lubbe inderdaad door communisten was geholpen. Behalve Van der Lubbe werden nog vier hoofdverdachten opgepakt: de Duitse communist Ernst Torgler en de Bulgaarse communisten Georgi Dimitrov, Blagoi Popov en Wassil Tanew. Naast deze arrestaties gingen de autoriteiten en SA over tot het massaal en willekeurig arresteren, intimideren en afranselen van communisten en andere tegenstanders van de nazi's. Goebbels buitte de brand uit als propagandastunt, terwijl Göring de arrestaties dirigeerde. Er werd gebruikgemaakt van het proces om eens en voor altijd met communistische aanhangers af te rekenen. De Rijksdagzetels van de communisten werden vervallen verklaard en hun partij werd verboden.
De uiteindelijke processen werden een fiasco. Göring was hier vaak bij aanwezig, maar maakte zich met zijn schreeuwerige gedrag alleen maar belachelijk. Nadat hij een woordenstrijd met de Bulgaar Dimitrov had verloren, bleef hij weg, waarschijnlijk om verder gezichtsverlies te voorkomen. Marinus van der Lubbe gedroeg zich apathisch, wat aanleiding was te beweren dat hij zwakzinnig zou zijn. Waarschijnlijker was dat Van der Lubbe wist dat hij hoe dan ook zou moeten sterven, teleurgesteld was in de gevolgen van zijn daad en wellicht ook was mishandeld of gedrogeerd. De Bulgaren verdedigden zich fel. De rechtbank zag zich uiteindelijk genoodzaakt iedereen behalve Van der Lubbe vrij te spreken. Dit was een tegenvaller voor de nazi's en een aanleiding om het rechterlijk apparaat te "zuiveren". Van der Lubbe werd uiteindelijk op 10 januari 1934 te Leipzig onthoofd.

### Eerherstel voor Marinus van der Lubbe
Op 10 januari 2008 is het doodvonnis tegen Marinus van der Lubbe per direct opgeheven. Dit heeft de Berlijnse advocaat Reinhard Hullebrand op 10 januari 2008 laten weten. Er bestond al decennia het vermoeden dat de nazi's zelf de Rijksdag in brand hadden gestoken en dat Van der Lubbe slechts een zondebok was om de communisten aan te pakken. De opheffing van het doodvonnis door het federaal parket gebeurde op basis van een wet uit 1998 die het mogelijk maakt bepaalde vormen van nazi-onrecht nietig te verklaren.

## Vragen
Er bestaan verschillende theorieën over de Rijksdagbrand, die zich concentreren op de volgende vragen:
- Heeft Van der Lubbe de brand (zelf) wel aangestoken?
- Zo nee, wie heeft het dan gedaan?
- Zo ja, is hij geholpen en door wie dan?

De eerste theorie is die van de nazi's. Volgens hen had Van der Lubbe de brand zelf aangestoken, maar was hij van materiaal zoals chemicaliën voorzien door zijn communistische medestanders. Wellicht waren sommige branden door hen aangestoken. De communisten zouden erop uit zijn om met de brand een daad te stellen, die het startsein zou zijn voor een communistische opstand. Van der Lubbe, volgens velen niet gezegend met een groot verstand of zelfs zwakzinnig, was een pion in hun schaakspel.
De tweede theorie is die van de communisten, die ook in veel westerse landen wordt aangehangen. Deze theorie is gebaseerd op de verklaring onder ede van generaal Franz Halder tijdens het proces van Neurenberg in 1946, dat Göring tijdens het verjaardagsfeest van Hitler in 1942 de volgende uitspraak had gedaan: "De enige die echt weet wat er in de Rijksdag is gebeurd ben ik, want IK heb hem in brand gestoken", waarop hij hard met zijn hand op tafel had geslagen. De nazi's zochten volgens deze theorie een excuus om hun, aanvankelijk nog vrij wankele, machtspositie uit te bouwen en eens en voor altijd met links af te rekenen. De brand was een plan van Goebbels dat door Göring zou worden uitgevoerd. Een stel nazi's zou de brand stichten en in de schoenen van de communisten schuiven. De avond voor de brand was de (volgens hen zwakbegaafde) Van der Lubbe gesignaleerd, die rondbazuinde dat hij de Rijksdag wel even in brand zou steken. De nazi's pasten hem in hun plan in, deden zich voor als communisten en moedigden hem aan, en zouden al chemicaliën in de Rijksdag hebben klaargelegd. Die avond betraden zeven stormtroepers via een ondergrondse gang met Van der Lubbe het gebouw waarna ze de chemicaliën aanstaken en de brand uitbrak. Van der Lubbe zou zijn achtergelaten zodat deze "op heterdaad betrapt" kon worden.
Deze verklaring werd tijdens de processen door Göring ontkend. Overigens had Bruno Loerzer al op 28 februari 1933 in een gesprek met Albrecht Freiherr von Freyberg-Eisenberg-Allmendingen verklaard
"Ich verstehe nicht, was die Leute alle für einen Unsinn über den Reichstagsbrand verbreiten. Ich habe von meinem Freunde Göring mit einer Gruppe von SA-Männern den Auftrag bekommen, den Reichstag anzuzünden" ("Ik begrijp niet, wat de mensen allemaal aan onzin verspreiden over de brand van de Rijksdag. Ik heb van mijn vriend Göring de opdracht gekregen om met een groep SA-mannen de Rijksdag in brand te steken").
De derde theorie is, dat Van der Lubbe het helemaal zelf heeft gedaan. Zijn weinige familie en vrienden beweerden dit, net als auteur Martin Schouten, biograaf van Van der Lubbe, een van de weinigen in Nederland die onderzoek naar de zaak heeft gedaan. Van der Lubbe zou, geschokt door de machtsovername, naar Berlijn zijn gereisd, waar hij de communisten in angstige afwachting aantrof. Daarop zou hij besloten hebben een daad te stellen. Het gebouw zou zo makkelijk hebben gebrand, omdat er veel droog en brandbaar materiaal aanwezig was. Toen de glazen koepel door de hitte barstte, kon het vuur bovendien meer zuurstof aanzuigen en brandde het gebouw grotendeels uit.

## Na de brand

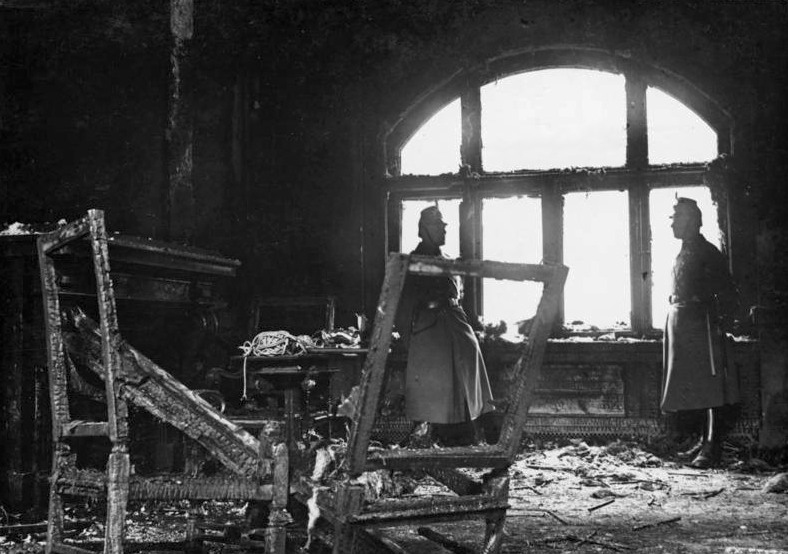
De Rijksdag na de brand

Voor de brand was het bewind van Hitler nog niet erg effectief geweest. Hitler moest nog een grote communistisch-socialistische oppositie tolereren en de meeste ministers van zijn kabinet waren geen nazi's. Vele door zijn regering ingediende besluiten en wetten werden door het parlement weggestemd en deze eerste periode werd gekenmerkt door een groot wantrouwen tegenover de nazi's. Het naziregime richtte zich daarom op het uitbouwen van de machtspositie na de verkiezingen die in maart 1933 plaats zouden vinden en hoopte op een incident dat een excuus zou verschaffen om vóór die verkiezingen alvast met de tegenstanders af te kunnen rekenen en de positie van Hitler te versterken.
Na de brand werd het Rijksdaggebouw hersteld en vonden er weer vergaderingen plaats. Hitler vaardigde naar aanleiding van de brand echter noodwetgeving uit die hem uitgebreide bevoegdheden gaf "om de orde te herstellen". Door de Reichstagsbrandverordnung en het Ermächtigungsgesetz werden de bevoegdheden van de Rijksdag drastisch teruggebracht. Dit was de eerste stap naar persoonlijke dictatuur. Door zijn uitgebreide bevoegdheden kon Hitler de communisten de schuld van de brand in de schoenen schuiven en kopstukken gevangen laten zetten of anderszins laten intimideren. De KPD kon hierdoor geen effectieve campagne meer voeren. Veel Duitsers slikten bovendien de theorie dat de brand een communistische actie was voor zoete koek en stemden op de nazi's.
In maart 1933 verloor de KPD 4,2% van de stemmen en de SPD 2,1%. De NSDAP verwierf tegen de verwachting in nog geen absolute meerderheid, maar werd met 44% van de stemmen wel de grootste partij. Samen met een coalitiepartner, de Duitse Nationale Volkspartij, die weliswaar 8% van de stemmen verloren had, konden de nazi's genoeg zetels bij elkaar krijgen om het staatsbestel naar hun wensen te hervormen en het parlement in feite buiten spel te zetten.
Na de brand en de verkiezingen waren slechts het leger, de SA en de oude president Von Hindenburg machtsfactoren waar Hitler rekening mee moest houden. Dit was de eerste stap naar een absolute dictatuur, die door de dood van president Paul von Hindenburg en de Nacht van de Lange Messen uiteindelijk gerealiseerd werd. Volgens sommigen had de nazidictatuur zonder de brand nooit zo effectief en binnen zo korte tijd haar macht in Duitsland kunnen vestigen, waardoor de brand een belangrijke factor was in de aanloop naar de Tweede Wereldoorlog.
In november 1933 werden nieuwe verkiezingen gehouden waarbij de kiezers een eenheidslijst werd voorgelegd. Vanaf 1934 was de politieke rol van de Rijksdag uitgespeeld. Vanaf 1942 werd ook de schijn niet meer opgehouden en staakten de vergaderingen.